# Family of Medium Tactical Vehicles

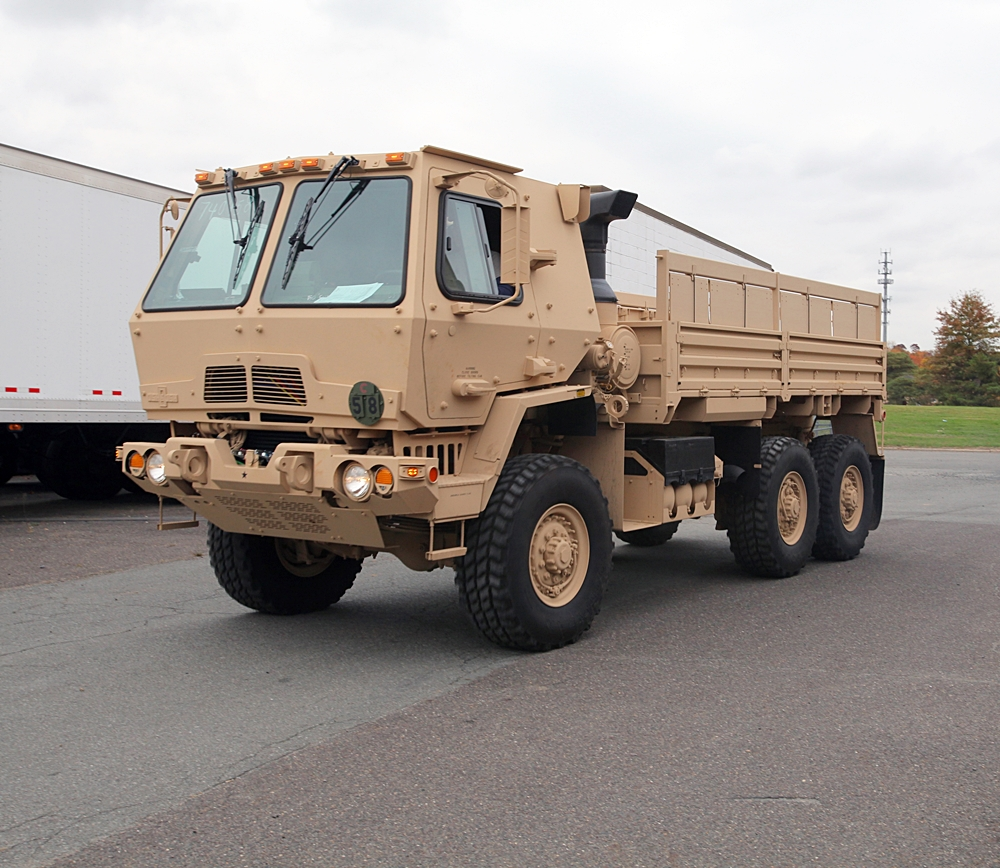
5-тонный MTV M1083 A1P2 производства Oshkosh в конфигурации A-kit

FMTV (сокр. англ. Family of Medium Tactical Vehicles — Семейство средних тактических машин (ССТМ)) — семейство средних тактических автомобилей на едином шасси, использующихся армией США.
Семейство создано на основе австрийского военного грузовика Steyr 12M18, производятся компанией BAE Systems Land & Armaments.

## История
Программа разработки семейства средних тактических автомобилей на едином шасси (под таким названием) велась на конкурсной основе. Стартовала она в начале 1988 года с обращения Автобронетанкового управления армии США к компаниям военной промышленности подготовить и направить до апреля того же года свои аванпроекты на рассмотрение армейских чинов, контракты на проведение опытно-конструкторских работ 21 октября 1988 года получили корпорации: 1) Teledyne-Continental Motors Corp., Маскигон, Мичиган; 2) Stewart and Stevenson Services, Inc., Хьюстон, Техас; 3) Tactical Truck Corp. (совместное предприятие General Motors Military Operation и Bowen-McLaughlin-York Wheeled Vehicle Division), Уоррен, Мичиган. От каждой из перечисленных корпораций требовалось за 14 месяцев изготовить по пятнадцать опытных прототипов машин (восемь пятитонных и семь двух с половиной тонных) и пять трейлеров к ним (три пятитонных и два двух с половиной тонных соответственно). Машина Teledyne имела шасси Freightliner, а в команде GMC/BMY произошёл раскол, GMC устранилась от дальнейшего участия в конкурсе, и Tactical Truck использовала наработки BMY. Эксперты оценивали потенциальную стоимость программы закупок сначала в 15 млрд $, затем - в 20,4 млрд $. Программа полигонных испытаний продолжительностью десять месяцев предполагала обкатку машин в различных условиях на Абердинском испытательном полигоне в Мэриленде, Юмском испытательном полигоне в Аризоне, Исследовательском центре инженерных войск в Виксберге, Миссисипи, а также на танкодроме Училища танковых войск в Форт-Ноксе, Кентукки. Впоследствии к перечисленным местам испытаний добавился Форт-Стюарт, Джорджия. Прототипы всех трёх участников отличались высокими ходовыми качествами и другими сопоставимыми достоинствами. 11 октября 1991 года производственный контракт на сумму 1,2 млрд $ сроком на пять лет был заключён с компанией Stewart and Stevenson. Согласно условиям контракта, от производителя требовалось поставить заказчику 11 тысяч машин, из которых 4,4 тысячи (40 %) - пятитонных и 6,6 тысячи (60 %) - двух с половиной тонных (исходно предполагалось закупить в общей сложности 20 тысяч машин, но число в конечном итоге было снижено до 10 843 единиц).

## Задействованные структуры
Важнейшими подрядчиками в производстве и обслуживании машин, их узлов и агрегатов для Вооружённых сил США были следующие коммерческие структуры:
- Машина в целом — Stewart & Stevenson Services, Inc., Хьюстон, Техас;
- Трансмиссия — General Motors Corp., Allison Division[англ.], Индианаполис, Индиана;
- Двигатель — Caterpillar, Inc., Пеория, Иллинойс; Гринвилл, Южная Каролина;
- Мосты/Тормозная система — Rockwell International Corp., Automotive Operations, Ньюарк, Огайо; Meritor Automotive, Inc., Ньюарк, Огайо;
- Топливная система — Scott Manufacturing, Inc., Лаббок, Техас;
- Насосный агрегат — DW Industries, Inc., Хьюстон, Техас;
- Гальванизация — Stewart & Stevenson Services, Inc., Tactical Vehicle Systems Division, Сили, Техас; McLaughlin Body Co., Молин, Иллинойс; Steyr Inc., Грац, Австрия;
- Шины — Michelin Tire Manufacturing of Canada, Ltd, Галифакс, Нова-Скотия, Канада.

Машины семейства FMTV для Канадских вооружённых сил, получившие название Heavy Logistic Vehicle Wheeled (заказ на поставку 1200 машин на сумму 250 млн $), изготавливались международным консорциумом. В конкурсе, в котором принимали участие североамериканские и европейские компании, победу одержала канадская правительственная корпорация UTDC, Кингстон, провинция Онтарио, которая выступала генеральным подрядчиком в указанном консорциуме, шасси и некоторые комплектующие поставлялись с австрийских заводов Steyr, производство кузовов и сборка осуществлялись в Канаде. 124 эвакотягача были оборудованы Vulcan Equipment Company Ltd, Скарборо, Онтарио, по субподряду от UTDC на сумму 10 млн $.

## Разновидности
Существуют несколько разновидностей FMTV, различающихся между собой в основном только грузоподъёмностью:
- лёгкие (LMTV), способные перевозить 2,5 тонны;
- средние (MTV), для перевозки грузов массой до 5 тонн.

Модернизированная версия грузовика, получившая наименование M1078, использовалась в Ираке как транспортное средство с бронированным корпусом и установленным на крыше кабины пулемётом, аналогичным устанавливаемому на HMMWV и M113.
Трансмиссии FMTV также используются на автомобилях BAE Caiman и MRAP.

## Модели
- M1078 — стандартная версия до 2,5 тонн, колесная формула 4х4
- M1079 — фургон
- M1080 — шасси
- M1081 — грузы до 2,5 тонн, возможность выгрузки грузовика из самолёта
- M1083 — стандартная версия с грузоподъёмностью до 5 тонн, колесная формула 6х6
- M1084 — стандартная версия с грузоподъёмностью до 5 тонн с погрузочно-разгрузочным оборудованием (ТЗМ для РСЗО M142 HIMARS)
- M1085 — грузовик с длинной колёсной базой (LWB) и расширенной грузовой платформой, для перевозки контейнеров
- M1086 — грузовик с длинной колёсной базой (LWB) с погрузочно-разгрузочным оборудованием
- M1087 — фургон
- M1088 — тягач
- M1089 — эвакуационный тягач
- M1090 — самосвал
- M1091 — топливозаправочная цистерна
- M1092 — шасси
- M1093 — грузовой
- M1094 — самосвал
- M1096 — шасси
- M1094 — самосвал с возможностью выгрузки из самолёта
- M1140 — колёсное шасси FMTV для РСЗО M142 HIMARS
- M1148 — грузовой
- M1157 — 10-ти тонный самосвал
- M1273 — 10-ти тонное шасси
- XM1091 — цистерна с топливом/водой до 5680 литров
- XM1160 — 10-ти тонное шасси

## Статистические данные
|                       | LMTV A1 грузовик | MTV A1 грузовик |
| --------------------- | ---------------- | --------------- |
| Полезная нагрузка:    | 2268 кг          | 4536 кг         |
| Буксируемая нагрузка: | 4700 кг          | 9526 кг         |
| Топливо:              | JP8              | JP8             |
| Трансмиссия:          | Автоматическая   | Автоматическая  |
| Мощность:             | 168 кВт          | 216 кВт         |
| Привод:               | 4×4              | 6×6             |

## Дальнейшее производство
11 мая 2011 стало известно о заказе на поставку грузовиков в армию на сумму более 410 миллионов $ для производства и поставки численностью в 2634 грузовика FMTV и 404 трейлера. Было также ещё несколько последующих заказов в 2010, крупнейший заказ на 2060 FMTV в сентябре 2010.

## Закупки
| Закупки машин по видам вооружённых сил | Закупки машин по видам вооружённых сил | Закупки машин по видам вооружённых сил | Закупки машин по видам вооружённых сил | Закупки машин по видам вооружённых сил | Закупки машин по видам вооружённых сил |
| Год                                    | Армия                                  | Армия                                  | ВВС                                    | ВВС                                    | Источн.                                |
| Год                                    | машин                                  | бюджет                                 | машин                                  | бюджет                                 | Источн.                                |
| -------------------------------------- | -------------------------------------- | -------------------------------------- | -------------------------------------- | -------------------------------------- | -------------------------------------- |
| 1989                                   |                                        |                                        |                                        |                                        |                                        |
| 1990                                   |                                        |                                        |                                        |                                        |                                        |
| 1991                                   | 277                                    | 66,3 млн $                             | 1                                      | 0,1 млн $                              | [ 10 ]                                 |
| 1992                                   | 1197                                   | 171,6 млн $                            | 87                                     | 6,7 млн $                              | [ 10 ]                                 |
| 1993                                   | 2384                                   | 291,1 млн $                            | 34                                     | 2,7 млн $                              | [ 10 ]                                 |

## Состоит на вооружении вне США
- США — основной оператор
- Ирак
- (около 300 до 2003 г.)
- Израиль[11]
- Иордания (>100 с 2006 года, включая HIMARS)
- Канада — M1148 + LSAC в 2006 году
- Украина[12]
- Кения — некоторое количество по состоянию на 2018 год[13]
- (до 2003 года; эвакотягачи M1089)
- (около 100 машин ЗРК Patriot)
- (более 20 HIMARS)
- (в 1996 и 2011)
- Таиланд (в 1996; грузовики)
- (HIMARS)[14]